# Alanna Smith
Alanna Smith (ur. 10 września 1996 w Hobart) – australijska koszykarka występująca na pozycji silnej skrzydłowej, obecnie zawodniczka Chicago Sky.
10 czerwca 2020 została zawodniczką australijskiego Adelaide Lightning. 21 czerwca 2022 dołączyła do PolskiejStrefyInwestycji Enei Gorzów Wielkopolski.
4 lutego 2023 wyrównała rekord Basket Ligi Kobiet (BLK) w evalu (54), w sezonie 2003/2004 ustanowiła go Ewelina Kobryn. W wygranym 94-57 spotkaniu z MKS-em Pruszków zdobyła 42 punkty, 14 zbiórek, 6 asyst, 3 przechwyty i 2 bloki.
14 lutego 2023 zawarła umowę z Chicago Sky.

## Osiągnięcia
Stan na 3 czerwca 2023, na podstawie, o ile nie zaznaczono inaczej.
NCAA
- Uczestniczka rozgrywek:
  - NCAA Final Four (2017)
  - Elite 8 turnieju NCAA (2016, 2017, 2019)
  - Sweet 16 turnieju NCAA (2016–2019)
- Mistrzyni turnieju konferencji Pac-12 (2017, 2019)
- Most Outstanding Player (MOP=MVP) turnieju Pac-12 (2019)
- Zawodniczka-stypendystka roku konferencji Pac-12 (2019)
- Zaliczona do:
  - I składu:
    - All-American (2019 przez WBCA)
    - Pac-12 (2018, 2019)
    - defensywnego Pac 12 (2019)
    - turnieju:
      - Pac-12 (2017)
      - Chicago Regional (2019)
      - WBCA All-Region (2019)

    - CoSIDA Academic All-District (2019)

  - II składu:
    - All-American (2019 przez Associated Press, espnW)
    - Senior CLASS Award All-American (2019)
    - Academic All-American (2019 przez CoSIDA)

  - III składu All-American (2019 przez USBWA)
  - składu honorable mention:
    - Pac-12 All-Academic (2017–2019)
- MVP kolejki:
  - NCAA (według kapituły Naismitha – 9.02.2019, USBWA – 18.12.2018, espnW – 17.12.2018)
  - Pac-12 (27.11.2017, 17.12.2018, 14.01.2019, 18.02.2019)

### WNBA
- Wicemistrzyni WNBA (2021)

### Drużynowe
- Mistrzyni australijskiej ligi NBL1 North (2022)
- Brązowa medalistka mistrzostw Polski (2023)[9]
- Finalistka Pucharu Polski (2023)[10]

### Indywidualne
- MVP:
  - sezonu regularnego BLK (2023)[11]
  - finałów ligi NBL1 North (2022)
  - miesiąca BLK (listopad 2022, luty 2023)[12][13]
  - kolejki:
    - BLK (1, 9, 15 – 2022/2023)[14][15][16]
    - WNBL (5, 11 – 2021/2022)
- Zaliczona do:
  - I składu:
    - sezonu zasadniczego BLK (2023)[17]
    - kolejki BLK (1, 3, 4, 5, 6, 9, 12, 13, 15, 17 – 2022/2023)[18][19][20][21][22][23][24][25][26][27]

  - II składu WNBL (2022)[28]
- Liderka BLK w[29]:
  - średniej punktów (2023 – 21,5)
  - blokach (2023 – 2,63)
  - skuteczności rzutów za 3 punkty (2023 – 42,7%)

### Reprezentacja
Seniorek
- Wicemistrzyni:
  - świata (2018)
  - Azji (2017)
- Brązowa medalistka olimpijska (2024)[30]
- Zaliczona do I składu igrzysk olimpijskich (2024)[31]

Młodzieżowe
- Mistrzyni Oceanii:
  - U–18 (2014)
  - U–16 (2011)
- Brązowa medalistka mistrzostw świata U–19 (2015)
- Uczestniczka mistrzostw świata U–17 (2012 – 5. miejsce)
- Zaliczona do I składu mistrzostw świata U–19 (2015)